# 西尾市立一色東部小学校
西尾市立一色東部小学校（にしおしりつ いっしきとうぶしょうがっこう）は、愛知県西尾市一色町野田にある公立小学校。

## 概要
- 一色町松木島、一色町千間、一色町生田、一色町酒手島、一色町惚五郎、一色町大塚、一色町野田、一色町対米（一部）、一色町坂田新田（一部）、一色町藤田（一部）が校区である。公立中学校に進む場合は西尾市立一色中学校に進学する[1]。
- 旧・幡豆郡一色町の東部の小学校であった。

## 沿革
一色東部小学校の開校年は大正15年（1926年）である。これは一色第三尋常小学校と一色第四尋常小学校を統合し、一色東部尋常小学校となった年である。ここではそれ以前についても記述する。
- 1873年（明治6年） -
  - 静嘉学校が開校する。松木島村、千間村、生田村、酒手島村、惣五郎村の児童が通学する。
  - 文栄学校が開校する。対米村、池田村、大塚村、野田村、前野村の児童が通学する。
- 1875年（明治8年） - 文栄学校が対米学校に改称する。
- 1876年（明治9年） - 静嘉学校が松木島学校に改称する。
- 1889年（明治22年）10月1日 -
  - 酒手島村、松木島村、生田村、千間村、惣五郎村が合併し、衣崎村が発足。
  - 池田村、前野村、対米村、大塚村、野田村が合併し、五保村が発足。
- 1892年（明治25年） -
  - 松木島学校が衣崎村立衣崎尋常小学校に改称する。
  - 対米学校が五保村立五保尋常小学校に改称する。
- 1906年（明治39年）
  - 5月1日 - 一色町、五保村、衣崎村、味沢村、栄生村と合併し、一色村が発足。
  - 9月 - 衣崎尋常小学校が一色第三尋常小学校に、五保尋常小学校が一色第四尋常小学校に改称する。
- 1923年（大正12年）10月1日 - 一色村が町制施行し、一色町が発足。
- 1926年（大正15年） - 一色第三尋常小学校と一色第四尋常小学校を統合し、一色東部尋常小学校となる。
- 1941年（昭和16年）4月1日 - 一色町東部国民学校に改称する。
- 1947年（昭和22年）4月1日 - 一色町立一色東部小学校幡に改称する。
- 1970年（昭和45年）8月 - 校舎（鉄筋コンクリート造）が完成する。
- 1973年（昭和48年）4月 - 校区の一部が新設の一色南部小学校に移る。
- 1976年（昭和51年）7月 - プールが完成する。開校五十周年記念誌「一東小五十年史」を刊行する。
- 1978年（昭和53年）5月 - 校舎（北校舎）が完成する。
- 1984年（昭和59年）3月 - 体育館が完成する。
- 2010年（平成22年） - 新校舎が完成する。旧校舎（1970年完成）を取り壊す。
- 2011年（平成23年）4月1日 - 一色町が西尾市に編入される。同時に西尾市立一色東部小学校に改称する。

## 交通アクセス
- 名鉄西尾線・蒲郡線吉良吉田駅下車、徒歩約35分。
- ふれんどバス「松木島」バス停より徒歩約5分。

## 周辺施設

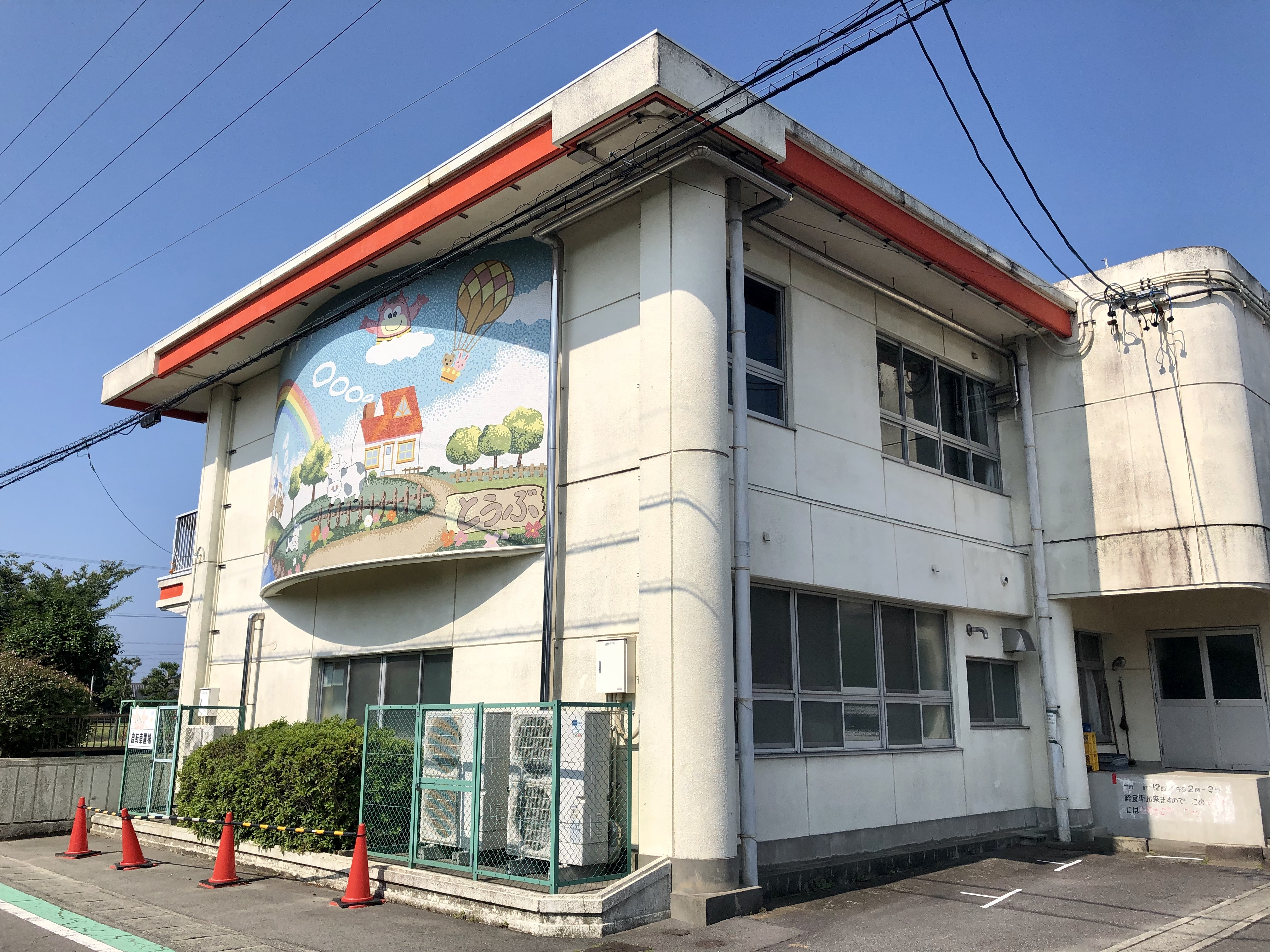
隣接する西尾市立一色東部保育園

- 西尾市立一色中学校
- 西尾市立一色南部小学校
- 西尾市立一色中部小学校
- 西尾市立吉田小学校
- 西尾市立一色東部保育園
- 一色海浜公園
- 旧・名鉄三河線松木島駅跡